# Bacteria modificada genéticamente
Las bacterias modificadas genéticamente fueron los primeros organismos que se modificaron en el laboratorio, debido a su genética sencilla. En la actualidad, estos organismos se utilizan para diversos fines, y son especialmente importantes en la producción de grandes cantidades de proteínas humanas puras para su uso en medicina.

## Historia
El primer ejemplo se produjo en 1978, cuando Herbert Boyer, que trabajaba en un laboratorio de la Universidad de California, tomó una versión del gen de la insulina humana y la insertó en la bacteria Escherichia coli para producir insulina "humana" sintética. Cuatro años más tarde, fue aprobado por la Administración de Drogas y Alimentos de los Estados Unidos.

## Investigación
Las bacterias fueron los primeros organismos modificados genéticamente en el laboratorio, debido a la relativa facilidad para modificar sus cromosomas. Esta facilidad las convirtió en herramientas importantes para la creación de otros OMG. Los genes y otra información genética de una amplia gama de organismos pueden añadirse a un plásmido e insertarse en bacterias para su almacenamiento y modificación. Las bacterias son baratas, fáciles de cultivar, clonales, se multiplican rápidamente, son relativamente fáciles de transformar y pueden almacenarse a -80 °C casi indefinidamente. Una vez aislado un gen, puede almacenarse dentro de la bacteria, proporcionando un suministro ilimitado para la investigación. El gran número de plásmidos personalizados hace que la manipulación del ADN extraído de las bacterias sea relativamente fácil.
Su facilidad de uso los ha convertido en grandes herramientas para los científicos que buscan estudiar la función y la evolución de los genes. La mayor parte de la manipulación del ADN tiene lugar dentro de plásmidos bacterianos antes de ser transferidos a otro huésped. Las bacterias son el organismo modelo más sencillo y la mayor parte de nuestros primeros conocimientos de biología molecular proceden del estudio de la Escherichia coli. Los científicos pueden manipular y combinar fácilmente genes dentro de la bacteria para crear proteínas nuevas o alteradas y observar el efecto que esto tiene en diversos sistemas moleculares. Los investigadores han combinado genes de bacterias y arqueas, lo que ha permitido comprender cómo divergieron en el pasado. En el campo de la biología sintética, se han utilizado para probar diversos enfoques sintéticos, desde la síntesis de genomas hasta la creación de nuevos nucleótidos.

## Alimento
Las bacterias se utilizan en la producción de alimentos desde hace mucho tiempo, y se han desarrollado y seleccionado cepas específicas para esa labor a escala industrial. Pueden utilizarse para producir enzimas, aminoácidos, aromatizantes y otros compuestos utilizados en la producción de alimentos. Con la llegada de la ingeniería genética, se pueden introducir fácilmente nuevos cambios genéticos en estas bacterias. La mayoría de las bacterias productoras de alimentos son bacterias lácticas, y es aquí donde se ha centrado la mayor parte de la investigación en ingeniería genética de bacterias productoras de alimentos. Las bacterias pueden modificarse para funcionar de forma más eficiente, reducir la producción de subproductos tóxicos, aumentar el rendimiento, crear compuestos mejorados y eliminar vías innecesarias. Entre los productos alimentarios derivados de bacterias modificadas genéticamente se encuentran la alfa-amilasa, que convierte el almidón en azúcares simples, la quimosina, que coagula la proteína de la leche para la fabricación de queso, y la pectinesterasa, que mejora la claridad del zumo de fruta.

### En el queso
La quimosina es una enzima producida en el estómago de los mamíferos rumiantes jóvenes para digerir la leche. La digestión de las proteínas de la leche mediante enzimas es esencial para la fabricación del queso. Las especies Escherichia coli y Bacillus subtilis pueden modificarse genéticamente para sintetizar y excretar quimosina, lo que proporciona un medio de producción más eficaz. El uso de bacterias para sintetizar quimosina también proporciona un método vegetariano de fabricación de queso, ya que antes había que sacrificar a los rumiantes jóvenes (normalmente terneros) para extraer la enzima del revestimiento del estómago.

## Industrial
Las bacterias modificadas genéticamente se utilizan para producir grandes cantidades de proteínas para uso industrial. Por lo general, las bacterias se cultivan hasta alcanzar un gran volumen antes de activar el gen que codifica la proteína. A continuación, se cosechan las bacterias y se purifica de ellas la proteína deseada. El elevado coste de la extracción y la purificación ha hecho que sólo se produzcan a escala industrial productos de alto valor.

### Producción farmacéutica
La mayoría de los productos industriales procedentes de bacterias son proteínas humanas destinadas a la medicina. Muchas de estas proteínas son imposibles o difíciles de obtener por métodos naturales y es menos probable que estén contaminadas con patógenos, lo que las hace más seguras. Antes de los productos de proteínas recombinantes, varios tratamientos se derivaban de cadáveres u otros fluidos corporales donados y podían transmitir enfermedades. De hecho, la transfusión de productos sanguíneos había dado lugar anteriormente a la infección involuntaria de hemofílicos con el VIH o la hepatitis C; del mismo modo, el tratamiento con hormona de crecimiento humano derivada de glándulas pituitarias de cadáver puede haber dado lugar a brotes de la enfermedad de Creutzfeldt-Jakob.
El primer uso medicinal de las bacterias modificadas genéticamente fue producir la proteína insulina para tratar la diabetes. Otros medicamentos producidos son los factores de coagulación para tratar la hemofilia, hormona de crecimiento humano para tratar diversas formas de enanismo, interferón para tratar algunos tipos de cáncer, eritropoyetina para pacientes anémicos y activador tisular del plasminógeno que disuelve los coágulos sanguíneos. Fuera de la medicina se han utilizado para producir biocombustibles. Hay interés en desarrollar un sistema de expresión extracelular dentro de las bacterias para reducir costes y hacer económica la producción de más productos.

## Salud
Con una mayor comprensión del papel que desempeña el microbioma en la salud humana, existe la posibilidad de tratar enfermedades mediante la alteración genética de las bacterias para que sean agentes terapéuticos. Las ideas incluyen alterar las bacterias intestinales para que destruyan las bacterias dañinas, o usar bacterias para reemplazar o aumentar las enzimas o proteínas deficientes. Uno de los objetivos de la investigación es modificar Lactobacillus, bacteria que naturalmente brinda cierta protección contra el VIH, con genes que mejorarán aún más esta protección. Las bacterias que generalmente causan caries dental han sido diseñadas para que ya no produzcan ácido láctico que corroe los dientes. Estas bacterias transgénicas, si se les permite colonizar la boca de una persona, tal vez podrían reducir la formación de caries. Los microbios transgénicos también se han utilizado en investigaciones recientes para matar o dificultar tumores y para combatir la enfermedad de Crohn.
Si las bacterias no forman colonias en el interior del paciente, la persona debe ingerir repetidamente las bacterias modificadas para obtener las dosis necesarias. Permitir que las bacterias formen una colonia podría proporcionar una solución a más largo plazo, pero también podría plantear problemas de seguridad, ya que las interacciones entre las bacterias y el cuerpo humano se conocen peor que con los fármacos tradicionales.
Un ejemplo de tal intermediario, que sólo forma colonias a corto plazo en el tracto gastrointestinal, puede ser el Lactobacillus Acidophilus MPH734. Éste se utiliza como específico en el tratamiento de la intolerancia a la lactosa. Esta versión modificada genéticamente de la bacteria Lactobacillus acidophilus produce una enzima que falta, llamada lactasa, que se utiliza para la digestión de la lactosa que se encuentra en los productos lácteos o, más comúnmente, en los alimentos preparados con productos lácteos. La colonia de corta duración se induce mediante un régimen de tratamiento de una semana y 21 píldoras, tras lo cual, la colonia temporal puede producir lactasa durante tres meses o más antes de ser eliminada del organismo por un proceso natural. El régimen de inducción puede repetirse tantas veces como sea necesario para mantener la protección frente a los síntomas de la intolerancia a la lactosa, o interrumpirse sin consecuencias, salvo la reaparición de los síntomas originales.
Preocupa que la transferencia horizontal de genes a otras bacterias pueda tener efectos desconocidos. A fecha de 2018 hay ensayos clínicos en marcha que prueban la eficacia y seguridad de estos tratamientos.

## Agricultura
Hace más de un siglo que se utilizan bacterias en la agricultura. Los cultivos se han inoculado con Rhizobia (y más recientemente con Azospirillum) para aumentar su producción o permitir su cultivo fuera de su hábitat original. La aplicación de Bacillus thuringiensis (Bt) y otras bacterias puede ayudar a proteger los cultivos de la infestación de insectos y las enfermedades de las plantas. Con los avances de la ingeniería genética, estas bacterias se han manipulado para aumentar su eficacia y ampliar su gama de huéspedes. También se han añadido marcadores para ayudar a rastrear la propagación de las bacterias. Las bacterias que colonizan de forma natural ciertos cultivos también han sido modificadas, en algunos casos para expresar los genes Bt responsables de la resistencia a las plagas. Las cepas de bacterias Pseudomonas causan daños por heladas nucleando agua en cristales de hielo a su alrededor. Esto llevó al desarrollo de bacterias ice-minus, a las que se han eliminado los genes formadores de hielo. Cuando se aplican a los cultivos, pueden competir con las bacterias ice-plus y conferir cierta resistencia a las heladas.

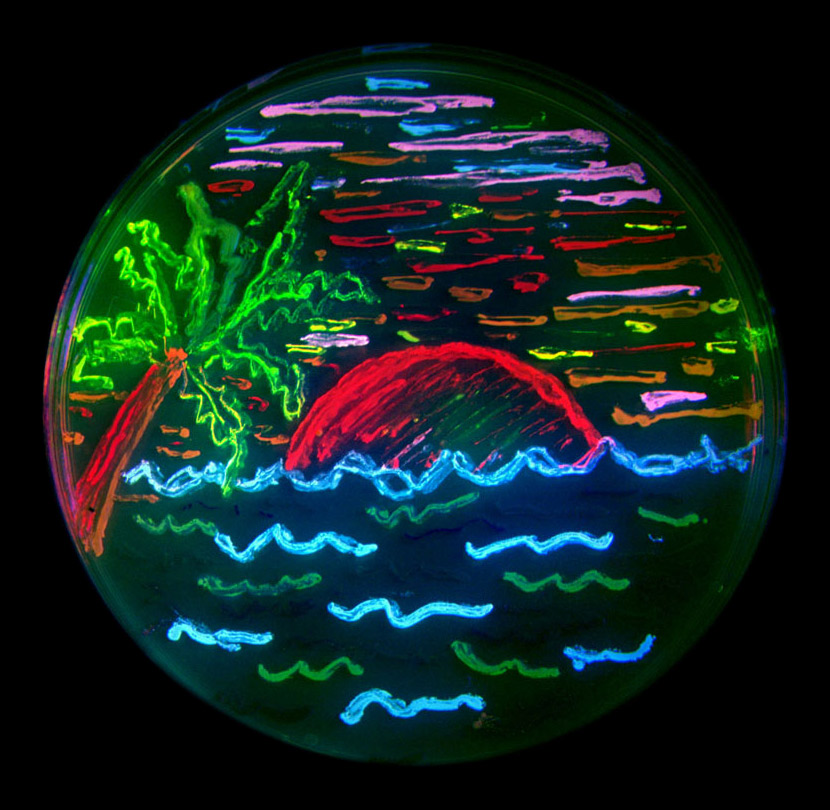
Esta obra de arte está hecha con bacterias modificadas para expresar 8 colores diferentes de proteínas fluorescentes.

## Otros usos
Otros usos de las bacterias modificadas genéticamente incluyen la biorremediación, en la que las bacterias se utilizan para convertir contaminantes en una forma menos tóxica. La ingeniería genética puede aumentar los niveles de las enzimas utilizadas para degradar una toxina o hacer que las bacterias sean más estables en condiciones ambientales. También se han desarrollado bacterias modificadas genéticamente para lixiviar el cobre del mineral, limpiar la contaminación por mercurio y detectar arsénico en el agua potable. También se ha creado bioarte utilizando bacterias modificadas genéticamente. En la década de 1980, el artista Joe Davis y la genetista Dana Boyd convirtieron el símbolo germánico de la feminidad (ᛉ) en código binario y luego en una secuencia de ADN, que se expresó en Escherichia coli. En 2012 se dio un paso más y se codificó un libro entero en ADN. También se han producido pinturas utilizando bacterias transformadas con proteínas fluorescentes.

## Productos transgénicos sintetizados por bacterias
- Insulina
- Vacuna contra la hepatitis B
- Activador tisular del plasminógeno
- Hormona del crecimiento humano
- Interferón
- Maíz Bt[37]

## Otras lecturas
- Karl Drlica (2004). Understanding DNA and Gene Cloning: A Guide for the Curious (4th edición). ISBN 978-0-471-43416-0.